# Åsa-Nisse slår till
Åsa-Nisse slår till är en svensk komedifilm från 1965 i regi av Bengt Palm. I huvudrollerna ses John Elfström som Åsa-Nisse och Artur Rolén som Klabbarparn.
Filmen hade premiär den 3 september 1965 på biograf Saga i Vetlanda.

## Handling[2]
Åsa-Nisse och Klabbarparn med hustrur deltar i en jenkatävling från Knohult till Vetlanda där han rapporterar med sin hemgjorda walkie-talkie. Sedan demonstrerar han "demonsprutan", en egengjord cementmaskin som sedan havererar och sprutar ner Klabbarparn med cement. Sjökvisten blir rånad och kör ner med sin budcykel i vattnet vid en badstrand. Rånarna ångrar sig sedan och vill lämna tillbaka pengarna.

## Om filmen
Detta var den första filmen i serien om Åsa-Nisse som producerades av Pallas Film. Filmen spelades in sommaren 1965, bland annat i Vetlanda och vid Grisslinge havsbad. Filmen har visats i SVT vid ett flertal tillfällen, bland annat i november 2018 och januari 2025.

## Rollista[4]
- John Elfström – Åsa-Nisse
- Artur Rolén – Klabbarparn
- Brita Öberg – Eulalia
- Mona Geijer-Falkner – Kristin
- Håkan Westergren – direktör Acke Axelsson
- Curt Löwgren – Sjökvist
- Ittla Frodi – Berta
- Julia Cæsar – Julia
- Carl-Axel Elfving – reportern
- Britta Holmberg – societetsdamen
- Gus Dahlström – Gus
- Stig Johanson – Knohultarn
- Birgitta Molin – Jenny
- Christer Holmgren – James
- Ludde Juberg – Ludde, backstugesittaren
- Birger Åsander – mannen med basröst
- Akke Carlsson – ishockeyspelare i omklädningsrummet
- Gösta Jonsson – gubbgängets anförare
- Rune Schill – första portiern
- Eric Gustafson – andra portiern
- Gösta Bergkvist – banderollgubbe
- Hasse Wallman – banderollgubbe
- Anita Jansson – en kvinnlig fördansare
- Berit Hinderson – en mörkhårig flicka på bryggan
- Leif Ericsson – ung man med skägg
- Sten & Stanley
- The Shanes
- The Moonlighters

## Musik i filmen[5]
- Smålandsjänka, kompositör Egon Kjerrman, text Bengt Palm
- Trandansen, kompositör Egon Kjerrman, instrumental
- Ishockeyvals, kompositör Kerman, instrumental
- Rymdvals, kompositör Egon Kjerrman, instrumental
- Rymd-rendezvous, kompositör Egon Kjerrman, text Bengt Palm, dans Sten Nilsson och Berit Hinderson
- Badvals, kompositör Egon Kjerrman, instrumental
- Köksvalsen, kompositör Egon Kjerrman, instrumental
- Ja, må han leva!
- Elektronmusik, kompositör Egon Kjerrman, instrumental